# Kim Kwang-seok
Kim Kwang-seok (koreanska: 김광석; [kim.kwɐŋsʌk]; född 22 januari 1964, död 6 januari 1996, var en sydkoreansk singer-songwriter. Efter hans död har artificiell intelligens använts för att återskapa hans röst i en ny sång.